# 가시야마역
가시야마역(일본어: 樫山駅, かしやまえき)은 일본 효고현 오노시에 있는 고베 전철 아오 선의 역이다. 역 번호는 KB55이다.

## 역사
- 1951년 12월 28일: 미키후쿠아리바시(현, 미키) ~ 전철 오노(현, 오노) 역간 연장으로 영업 개시.
- 2009년 3월 29일: 역 개축 및 역전 광장 완성.

## 역 구조
상대식 승강장 2면 2선의 교행이 가능한 지상역이다. 승강장 유효 길이는 4량이다. 2009년에 개축된 목조 역사가 하행 승강장의 스즈란다이 방향에 있고, 상행 승강장은 구내 건널목에서 연결된다.
연선 광 네트워크에 접속된 역무 원격 시스템이 도입되어, 센터 역에서 자동 매표기, 자동 개찰기, 자동 정산기, 비디오 카메라, 인터폰, 셔터가 원격 조작된다. 이로 인하여, 역무원의 순회역으로, 구내 매점도 설치되지 않았다.
또한, 역사 개축 시에 인접한 커뮤니티 시설이 만들어져 레스토랑이 들어서 있다

### 승강장
| (역사측) | ■ 아오 선(하행) | 오노・아오 방면                                                                                 |
| (반대측) | ■ 아오 선(상행) | 미키・에비스・시지미・오시베다니・고바타・니시스즈란다이・스즈란다이・미나토가와・신카이치 방면 |

## 역 주변
역 주변에 상점은 없고 주택은 조금 떨어진 곳에 밀집하고 있다.

## 인접역
| 고베 전철 아오 선         | 고베 전철 아오 선           | 고베 전철 아오 선     |
| ------------------------- | --------------------------- | --------------------- |
| KB54 오무라 신카이치 방면 | ■ 쾌속 ■ 급행 ■ 준급 ■ 보통 | 이치바 KB56 아오 방면 |